# Antihelmintic
Antihelminticele sau antiverminoasele sunt substanțe sau medicamente din categoria antiparazitarelor, fiind active împotriva helminților (viermilor paraziți), care parazitează intestinul și alte țesuturi și organe. Se disting antihelmintice care omoară viermii (vermicide) și antihelmintice care elimină viermii  (vermifuge). Clasa de antiparazitare include și antiprotozoaricele și ectoparaziticidele (inclusiv scabicidele, insecticidele).
Antihelminticele sunt utilizate pentru deparazitarea în masă a copiilor în multe țări în curs de dezvoltare.

## Clasificare
După clasificare anatomică, terapeutică și chimică a medicamentelor (ATC) se disting următoarele antihelmintice:

### Antitrematode
- Derivați ai chinolinei și substanțe înrudite

Praziquantel
Oxamnichină
- Compuși organofosforici

Metrifonat
- Alți agenți antitrematodici

Bitionol
Niridazol
Stibofen
Triclabendazol

### Antinematode
- Derivați de benzimidazol

Mebendazol
Tiabendazol
Albendazol
Ciclobendazol
Flubendazol
Fenbendazol
- Piperazină și derivați

Piperazină
Dietilcarbamazină
- Derivați de tetrahidropirimidină

Pirantel
Oxantel
- Derivați de imidazotiazol

Levamisol
- Avermectine

Ivermectină
- Alte antinematode

Pirviniu
Befeniu

### Anticestode
- Derivați de acid salicilic

Niclosamidă
- Alte anticestode

Desaspidin
Diclorofen